# Edo Kayembe
Edo Kayembe (Kananga, 3 agosto 1998) è un calciatore congolese (Repubblica Democratica del Congo), centrocampista del Watford e della nazionale congolese.

## Caratteristiche tecniche
È un centrocampista centrale.

## Carriera

### Club
Cresciuto nel settore giovanile dello Sharks XI, nel 2017 è stato acquistato dall'Anderlecht, debuttando in prima squadra il 22 dicembre 2017 disputando l'incontro di Pro League vinto 1-0 contro l'Eupen.
Dopo una parentesi proprio all'Eupen, il 7 gennaio 2022 si trasferisce a titolo definitivo al Watford.

### Nazionale
Il 10 ottobre 2019 ha esordito con la nazionale congolese disputando i minuti finali dell'amichevole pareggiata 1-1 contro l'Algeria.

## Statistiche

### Presenze e reti nei club
Statistiche aggiornate al 2 ottobre 2024.
| Stagione          | Squadra           | Campionato        | Campionato | Campionato | Coppe nazionali | Coppe nazionali | Coppe nazionali | Coppe continentali | Coppe continentali | Coppe continentali | Altre coppe | Altre coppe | Altre coppe | Totale | Totale | Totale |
| Stagione          | Squadra           | Comp              | Pres       | Reti       | Comp            | Pres            | Reti            | Comp               | Pres               | Reti               | Comp        | Pres        | Reti        | Pres   | Reti   |        |
| ----------------- | ----------------- | ----------------- | ---------- | ---------- | --------------- | --------------- | --------------- | ------------------ | ------------------ | ------------------ | ----------- | ----------- | ----------- | ------ | ------ | ------ |
| 2017-2018         | Anderlecht        | D1                | 1          | 0          | CB              | 0               | 0               | -                  | -                  | -                  | -           | -           | -           | 1      | 0      |        |
| 2018-2019         | Anderlecht        | D1                | 12         | 0          | CB              | 1               | 0               | UEL                | 2                  | 0                  | -           | -           | -           | 15     | 0      |        |
| 2019-2020         | Anderlecht        | D1                | 18         | 0          | CB              | 3               | 0               | -                  | -                  | -                  | -           | -           | -           | 21     | 0      |        |
| lug.-set. 2020    | Anderlecht        | D1                | 2          | 0          | CB              | 0               | 0               | -                  | -                  | -                  | -           | -           | -           | 2      | 0      |        |
| Totale Anderlecht | Totale Anderlecht | Totale Anderlecht | 33         | 0          |                 | 4               | 0               |                    | 2                  | 0                  |             | -           | -           | 39     | 0      |        |
| set. 2020-2021    | Eupen             | D1                | 23         | 0          | CB              | 3               | 0               | -                  | -                  | -                  | -           | -           | -           | 26     | 0      |        |
| 2021-gen. 2022    | Eupen             | D1                | 17         | 4          | CB              | 2               | 0               | -                  | -                  | -                  | -           | -           | -           | 19     | 4      |        |
| Totale Eupen      | Totale Eupen      | Totale Eupen      | 40         | 4          |                 | 5               | 0               |                    | -                  | -                  |             | -           | -           | 45     | 4      |        |
| gen.-giu. 2022    | Watford           | PL                | 13         | 0          | FACup+CdL       | -               | -               | -                  | -                  | -                  | -           | -           | -           | 13     | 0      |        |
| 2022-2023         | Watford           | FLC               | 21         | 0          | FACup+CdL       | 0+1             | 0+0             | -                  | -                  | -                  | -           | -           | -           | 22     | 0      |        |
| 2023-2024         | Watford           | FLC               | 35         | 5          | FACup+CdL       | 0+1             | 0+0             | -                  | -                  | -                  | -           | -           | -           | 36     | 5      |        |
| 2024-2025         | Watford           | FLC               | 6          | 3          | FACup+CdL       | 0+1             | 0+0             | -                  | -                  | -                  | -           | -           | -           | 7      | 3      |        |
| Totale Watford    | Totale Watford    | Totale Watford    | 75         | 8          |                 | 3               | 0               |                    | -                  | -                  |             | -           | -           | 78     | 8      |        |
| Totale carriera   | Totale carriera   | Totale carriera   | 148        | 12         |                 | 12              | 0               |                    | 2                  | 0                  |             | -           | -           | 162    | 12     |        |

### Cronologia presenze e reti in nazionale
| Cronologia completa delle presenze e delle reti in nazionale ― RD del Congo | Cronologia completa delle presenze e delle reti in nazionale ― RD del Congo | Cronologia completa delle presenze e delle reti in nazionale ― RD del Congo | Cronologia completa delle presenze e delle reti in nazionale ― RD del Congo | Cronologia completa delle presenze e delle reti in nazionale ― RD del Congo | Cronologia completa delle presenze e delle reti in nazionale ― RD del Congo | Cronologia completa delle presenze e delle reti in nazionale ― RD del Congo | Cronologia completa delle presenze e delle reti in nazionale ― RD del Congo |
| Data                                                                        | Città                                                                       | In casa                                                                     | Risultato                                                                   | Ospiti                                                                      | Competizione                                                                | Reti                                                                        | Note                                                                        |
| --------------------------------------------------------------------------- | --------------------------------------------------------------------------- | --------------------------------------------------------------------------- | --------------------------------------------------------------------------- | --------------------------------------------------------------------------- | --------------------------------------------------------------------------- | --------------------------------------------------------------------------- | --------------------------------------------------------------------------- |
| 10-10-2019                                                                  | Blida                                                                       | Algeria                                                                     | 1 – 1                                                                       | RD del Congo                                                                | Amichevole                                                                  | -                                                                           | 90+1’                                                                       |
| 13-10-2020                                                                  | Rabat                                                                       | Marocco                                                                     | 1 – 1                                                                       | RD del Congo                                                                | Amichevole                                                                  | -                                                                           | 45+3’                                                                       |
| 29-3-2021                                                                   | Kinshasa                                                                    | RD del Congo                                                                | 1 – 0                                                                       | Gambia                                                                      | Qual. Coppa d'Africa 2021                                                   | -                                                                           |                                                                             |
| 6-9-2021                                                                    | Cotonou                                                                     | Benin                                                                       | 1 – 1                                                                       | RD del Congo                                                                | Qual. Mondiali 2022                                                         | -                                                                           | 79’ 90+4’                                                                   |
| 7-10-2021                                                                   | Rabat                                                                       | RD del Congo                                                                | 2 – 0                                                                       | Madagascar                                                                  | Qual. Mondiali 2022                                                         | -                                                                           | 88’                                                                         |
| 10-10-2021                                                                  | Antananarivo                                                                | Madagascar                                                                  | 1 – 0                                                                       | RD del Congo                                                                | Qual. Mondiali 2022                                                         | -                                                                           |                                                                             |
| 11-11-2021                                                                  | Dar es Salaam                                                               | Tanzania                                                                    | 0 – 3                                                                       | RD del Congo                                                                | Qual. Mondiali 2022                                                         | -                                                                           | 46’                                                                         |
| 14-11-2021                                                                  | Kinshasa                                                                    | RD del Congo                                                                | 2 – 0                                                                       | Benin                                                                       | Qual. Mondiali 2022                                                         | -                                                                           | 63’                                                                         |
| 25-3-2022                                                                   | Kinshasa                                                                    | RD del Congo                                                                | 1 – 1                                                                       | Marocco                                                                     | Qual. Mondiali 2022                                                         | -                                                                           |                                                                             |
| 29-3-2022                                                                   | Casablanca                                                                  | Marocco                                                                     | 4 – 1                                                                       | RD del Congo                                                                | Qual. Mondiali 2022                                                         | -                                                                           |                                                                             |
| 4-6-2022                                                                    | Kinshasa                                                                    | RD del Congo                                                                | 0 – 1                                                                       | Gabon                                                                       | Qual. Coppa d'Africa 2023                                                   | -                                                                           | 46’                                                                         |
| 8-6-2022                                                                    | Omdurman                                                                    | Sudan                                                                       | 2 – 1                                                                       | RD del Congo                                                                | Qual. Coppa d'Africa 2023                                                   | -                                                                           | 68’                                                                         |
| 23-9-2022                                                                   | Casablanca                                                                  | RD del Congo                                                                | 0 – 1                                                                       | Burkina Faso                                                                | Amichevole                                                                  | -                                                                           | 63’                                                                         |
| 27-9-2022                                                                   | Casablanca                                                                  | RD del Congo                                                                | 3 – 0                                                                       | Sierra Leone                                                                | Amichevole                                                                  | 1                                                                           |                                                                             |
| 9-9-2023                                                                    | Kinshasa                                                                    | RD del Congo                                                                | 2 – 0                                                                       | Sudan                                                                       | Qual. Coppa d'Africa 2023                                                   | -                                                                           | 58’                                                                         |
| 12-9-2023                                                                   | Soweto                                                                      | Sudafrica                                                                   | 1 – 0                                                                       | RD del Congo                                                                | Amichevole                                                                  | -                                                                           | 58’                                                                         |
| 13-10-2023                                                                  | Murcia                                                                      | Nuova Zelanda                                                               | 1 – 1                                                                       | RD del Congo                                                                | Amichevole                                                                  | -                                                                           | 90’                                                                         |
| 17-10-2023                                                                  | Setúbal                                                                     | Angola                                                                      | 0 – 0                                                                       | RD del Congo                                                                | Amichevole                                                                  | -                                                                           |                                                                             |
| 6-6-2024                                                                    | Diamniadio                                                                  | Senegal                                                                     | 1 – 1                                                                       | RD del Congo                                                                | Qual. Mondiali 2026                                                         | -                                                                           | 73’                                                                         |
| 9-6-2024                                                                    | Kinshasa                                                                    | RD del Congo                                                                | 1 – 0                                                                       | Togo                                                                        | Qual. Mondiali 2026                                                         | -                                                                           |                                                                             |
| 6-9-2024                                                                    | Kinshasa                                                                    | RD del Congo                                                                | 1 – 0                                                                       | Guinea                                                                      | Qual. Coppa d'Africa 2025                                                   | 1                                                                           |                                                                             |
| 9-9-2024                                                                    | Dar-es-Salaam                                                               | Etiopia                                                                     | 0 – 2                                                                       | RD del Congo                                                                | Qual. Coppa d'Africa 2025                                                   | -                                                                           | 46’                                                                         |
| 10-10-2024                                                                  | Kinshasa                                                                    | RD del Congo                                                                | 1 – 0                                                                       | Tanzania                                                                    | Qual. Coppa d'Africa 2025                                                   | -                                                                           | 72’                                                                         |
| 15-10-2024                                                                  | Dar-es-Salaam                                                               | Tanzania                                                                    | 0 – 2                                                                       | RD del Congo                                                                | Qual. Coppa d'Africa 2025                                                   | -                                                                           | 82’                                                                         |
| 19-11-2024                                                                  | Kinshasa                                                                    | RD del Congo                                                                | 1 – 2                                                                       | Etiopia                                                                     | Qual. Coppa d'Africa 2025                                                   | -                                                                           | Cap. 70’                                                                    |
| 21-3-2025                                                                   | Kinshasa                                                                    | RD del Congo                                                                | 1 – 0                                                                       | Sudan del Sud                                                               | Qual. Mondiali 2026                                                         | -                                                                           | 61’                                                                         |
| 25-3-2025                                                                   | Nouakchott                                                                  | Mauritania                                                                  | 0 – 2                                                                       | RD del Congo                                                                | Qual. Mondiali 2026                                                         | -                                                                           |                                                                             |
| 5-6-2025                                                                    | Orléans                                                                     | RD del Congo                                                                | 1 – 0                                                                       | Mali                                                                        | Amichevole                                                                  | -                                                                           |                                                                             |
| 8-6-2025                                                                    | Orléans                                                                     | RD del Congo                                                                | 3 – 1                                                                       | Madagascar                                                                  | Amichevole                                                                  | -                                                                           | 65’                                                                         |
| Totale                                                                      |                                                                             | Presenze                                                                    | 29                                                                          |                                                                             | Reti                                                                        | 2                                                                           |                                                                             |